# سیارک ۴۸۱۹
سیارک ۴۸۱۹ (به انگلیسی: 4819 Gifford، نامگذاری:1985KC) چهار هزار و هشتصد و نوزدهمین سیارک کشف شده‌است که در ۲۴ مه ۱۹۸۵ کشف شد.